# Równina Szubińsko-Łabiszyńska
Równina Szubińsko-Łabiszyńska este o arie protejată (sit de importanță comunitară — SCI) din Polonia întinsă pe o suprafață de 2.825,85 ha, integral pe uscat.

## Localizare
Centrul sitului Równina Szubińsko-Łabiszyńska este situat la coordonatele 53°05′56″N 17°42′09″E / 53.099°N 17.7025°E.

## Înființare
Situl Równina Szubińsko-Łabiszyńska a fost declarat sit de importanță comunitară în octombrie 2009 pentru a proteja 2 specii de plante și 4 specii de animale.

## Biodiversitate
Situată în ecoregiunea continentală, aria protejată conține 12 habitate naturale: Liziere de ierburi înalte hidrofile de câmpie și de nivel montan până la alpin, Mlaștini alcaline, Păduri de stejar și carpen Galio-Carpinetum, Păduri aluvionare cu Alnus glutinosa și Fraxinus excelsior (Alno-Padion, Alnion incanae, Salicion albae), Păduri mixte riverane de Quercus robur, Ulmus laevis și Ulmus minor, Fraxinus excelsior sau Fraxinus angustifolia, de-a lungul marilor râuri (Ulmenion minoris), Păduri stepice euro-siberiene cu Quercus spp., Pășuni continentale udate de apa mării, Vegetație psamofilă uscată cu pășuni deschise de Corynephorus și Agrostis, Lacuri eutrofice naturale cu vegetație de tip Magnopotamion sau Hydrocharition, Pajiști calcaroase din nisipuri xerice, Pajiști uscate seminaturale și facies de acoperire cu tufișuri pe substraturi calcaroase (Festuco-Brometalia) (* situri importante pentru orhidee), Pajiști cu Molinia pe soluri calcaroase, turboase sau argilos-nămoloase (Molinion caeruleae).
La baza desemnării sitului se află mai multe specii protejate:
- plante (2): Angelica palustris, Thesium ebracteatum
- amfibieni (1): buhai de baltă cu burta roșie (Bombina bombina)
- mamifere (2): castor (Castor fiber), vidră de râu (Lutra lutra)
- nevertebrate (1): fluturele purpuriu (Lycaena dispar)